# گورا داکا
گورا داکا (به انگلیسی: Ghora Dhaka) یک منطقهٔ مسکونی در پاکستان است که در خیبر پختونخوا واقع شده‌است. گورا داکا ۲٬۲۱۲ متر بالاتر از سطح دریا واقع شده‌است.